# Terminator (gène)
Pour les articles homonymes, voir Terminator (homonymie).
Les technologies surnommées « Terminator » sont des technologies utilisées pour rendre les plantes génétiquement modifiées stériles. Ces technologies permettent de stopper la dissémination des plantes dans la nature. Elle permet aussi d'empêcher l'utilisation des graines obtenues pour une nouvelle semence (semences de ferme). Ces gènes n'ont pas été intégrés dans des variétés commerciales.
L'intérêt et la justification théorique de cette technologie serait d'éviter que les transgènes ne se répandent dans l'environnement. Intérêt qui reste à démontrer : Ni l'impact environnemental, ni les possibilités de dispersion des transgènes stérilisants par pollinisation croisée ou par dispersion des graines, ni, en somme, la précision de la manipulation génétique en question ne sont connus. Le degré réel de bio-confinement que cette technique fait survenir reste hypothétique.

## Historique
Cette technologie a été développée par une équipe du ministère américain de l'agriculture et la firme Delta & Pine Land, qui ont déposé un brevet en mars 1998 sur un système de « contrôle de l'expression génétique chez les plantes ». Depuis, Monsanto a racheté Delta & Pine Land.

## Usage potentiel
Limitation de la dissémination des plantes dans la nature, et notamment limitation de la repousse involontaire l'année suivante des graines tombées dans le champ. En effet, en cas de rotation de culture, la repousse involontaire doit être éliminée.
Dans les pays qui n'ont pas de régime de brevet ni de certificat d'obtention végétale rétribuant la réutilisation des semences, l'obligation de racheter des semences donne tout de même un revenu à l'obtenteur pour chaque utilisation.

## Opposition
Dans les pays en développement, le « gène Terminator » devient le symbole des visées de contrôle des multinationales du Nord.[réf. nécessaire] Le directeur général du Conseil indien pour la recherche agricole affirme « nous n'autoriserons pas l'entrée de Terminator dans ce pays ». Les anti-OGM dénoncent alors « racket sur le vivant » opéré par le « complexe génético-industriel » dans leurs argumentaires contre les OGM, comme le militant d'ATTAC Jean-Pierre Berlan en 1998.